# Prado calcáreo

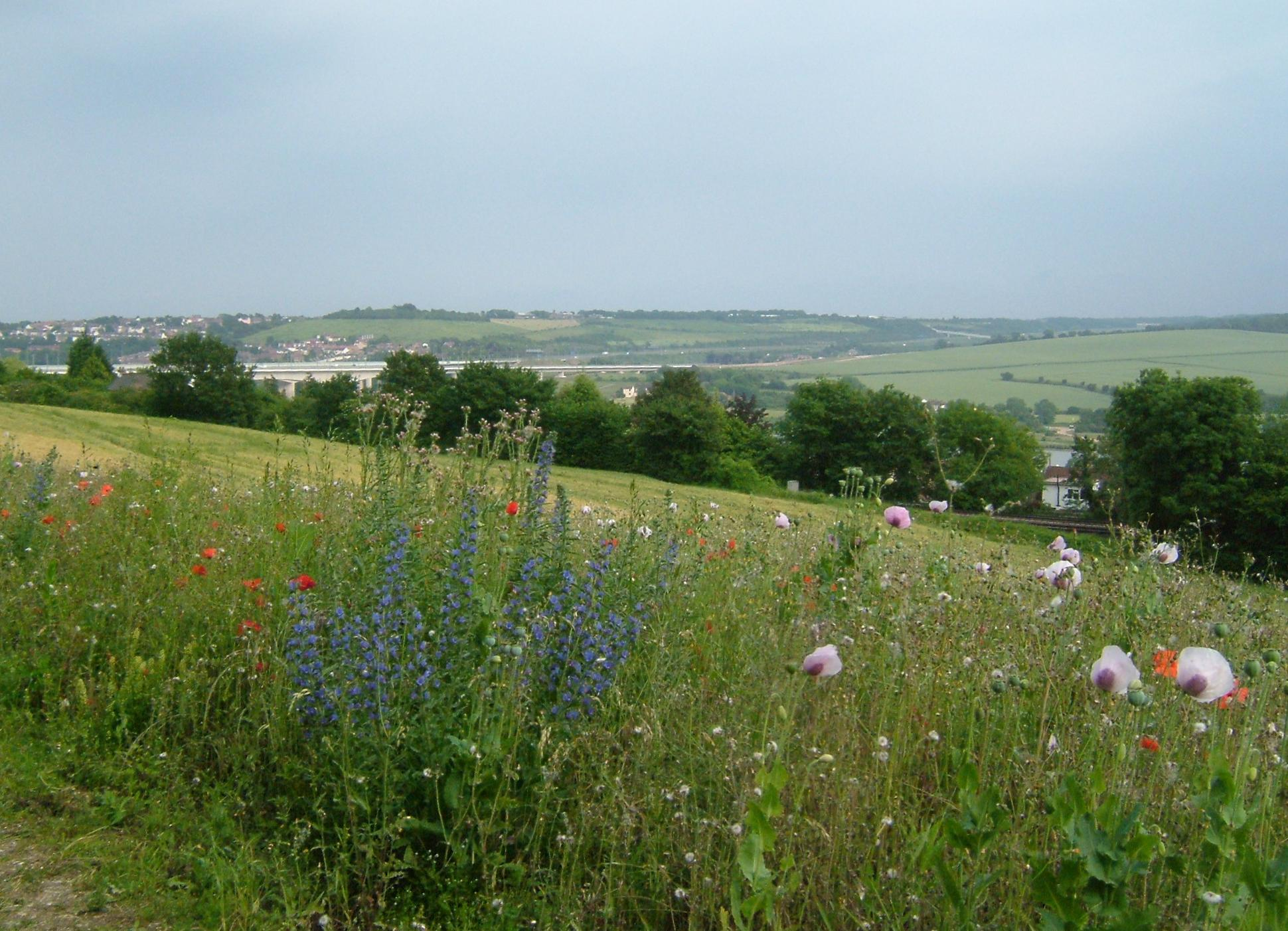
Fotografía de Ranscombe Farm (Medway, Kent), ubicada sobre las North Downs. En junio, los prados se cubren de flores silvestres.

Los prados calcáreos (también llamados prados alcalinos) constituyen un ecosistema existente, por lo general, sobre colinas de tiza o piedra caliza. Las plantas y el pasto que allí crecen presentan típicamente una altura reducida y características rústicas, e incluyen al césped y al trébol. Estos pastizales son un hábitat importante para los insectos, particularmente las mariposas, y diversos animales herbívoros, como el conejo.
Existen amplias áreas en las que domina este ecosistema en el noroeste de Europa, especialmente en algunas zonas del sur de Inglaterra, como en el Salisbury Plain (Wiltshire y Hampshire), las North Downs (Kent, Surrey e East Sussex) y las South Downs (East Sussex, West Sussex y Hampshire).
Los machairs son un tipo diferente de prado calcáreo, en el que llanos fértiles de baja altitud se forman sobre suelos ricos en calcio debido a la arena compuesta de conchas pulverizadas que contienen. Estos pueden encontrarse sobre las costas de Irlanda y Escocia, particularmente en las Hébridas Exteriores.